# Кільянув
Кільянув (пол. Kilianów, нім. Landau) — село в Польщі, у гміні Конти-Вроцлавські Вроцлавського повіту Нижньосілезького воєводства.
Населення — 237 осіб (2011).
У 1975-1998 роках село належало до Вроцлавського воєводства.

## Демографія
Демографічна структура станом на 31 березня 2011 року:
|          | Загалом | Допрацездатний вік | Працездатний вік | Постпрацездатний вік |
| -------- | ------- | ------------------ | ---------------- | -------------------- |
| Чоловіки | 123     | 21                 | 97               | 5                    |
| Жінки    | 114     | 17                 | 75               | 22                   |
| Разом    | 237     | 38                 | 172              | 27                   |